# 퓨처라마의 에피소드 목록
다음은 《퓨처라마》의 에피소드 목록이다.

## 시리즈 개요
| 시즌 | 시즌 | 회수 | 회수 | 방송 날짜        | 방송 날짜        | 방송 날짜     |
| 시즌 | 시즌 | 회수 | 회수 | 시즌 시작        | 시즌 종료        | 방송국        |
| ---- | ---- | ---- | ---- | ---------------- | ---------------- | ------------- |
|      | 1    | 13   | 13   | 1999년 3월 28일  | 1999년 11월 14일 | 폭스          |
|      | 2    | 19   | 19   | 1999년 11월 21일 | 2000년 12월 3일  | 폭스          |
|      | 3    | 22   | 22   | 2001년 1월 21일  | 2002년 12월 8일  | 폭스          |
|      | 4    | 18   | 18   | 2002년 2월 10일  | 2003년 8월 10일  | 폭스          |
|      | 5    | 16   | 16   | 2008년 3월 23일  | 2009년 8월 30일  | 코미디 센트럴 |
|      | 6    | 26   | 13   | 2010년 6월 24일  | 2010년 11월 21일 | 코미디 센트럴 |
|      | 6    | 26   | 13   | 2011년 6월 23일  | 2011년 9월 8일   | 코미디 센트럴 |
|      | 7    | 26   | 13   | 2012년 6월 20일  | 2012년 8월 29일  | 코미디 센트럴 |
|      | 7    | 26   | 13   | 2013년 6월 19일  | 2013년 9월 4일   | 코미디 센트럴 |

## 에피소드

### 시즌 1 (1999)
| 전체 번호 | 시즌 번호 | 제목                           | 본 방송 날짜     | 제작 번호 | 텔레비전 순서 |
| --- | --------- | ------------------------------ | ---------------- | --------- | ------------- |
| 1 | 1         | "Space Pilot 3000"             | 1999년 3월 28일  | 1ACV01    | S01E01        |
| 피자 배달부인 필립 J. 프라이는 우연한 사고로 1000년간 냉동된다. 그래서 30세기의 세계에 오게 되고, 외눈박이 외계인 릴라와 구부리는 로봇 벤더를 만나고 그들과 함께 그의 사촌인판스워드 교수에게 찾아가서 배달부라는 일자리를 얻는다. 메인 : IN COLOR |           |                                |                  |           |               |
| 2 | 2         | "The Series Has Landed"        | 1999년 4월 4일   | 1ACV02    | S01E02        |
| 달의 놀이공원으로 배달을 간 배달부들은 거기에서 휴식을 취하기로 한다. 프라이는 릴라와 함께 루나 파크를 벗어나서 달을 여행하지만, 달로 돌아갈 수 없는 상황이 된다. 하지만 에이미의 도움으로 벤더와 함께 그곳에서 탈출한다. 메인 : IN HYPNO-VISION |           |                                |                  |           |               |
| 3 | 3         | "I, Roommate"                  | 1999년 4월 6일   | 1ACV03    | S01E03        |
| 플래닛 익스프레스 건물에서 쫒겨난 프라이는 벤더네 집에서 자기로 한다. 하지만 로봇을 위한 벤더의 집은 프라이에겐 너무나도 좁기만 해서 새 집을 구한다. 하지만 동네 주민들의 벤더로 인한 TV수신 장애에 대한 항의로 벤더는 프라이의 집에서 내쫒긴다. 결국은 프라이는 벤더를 보다못해 그 집을 포기하고 벤더가 새로 장만한 넓은 옷장에서 지낸다. 메인 : 없음 |           |                                |                  |           |               |
| 4 | 4         | "Love's Labours Lost in Space" | 1999년 4월 13일  | 1ACV04    | S01E04        |
| 릴라는 암흑물질로 가득 찬 행성의 동물들을 구하기 위해 그 행성으로 간다. 하지만 젭 브래니건은 동물을 옮기는 행위를 불법으로 판단하여 릴라와 프라이, 벤더를 감옥에 가둔다. 하지만 릴라에게 호감이 있던 브래니건은 릴라를 살포시 불러낸다. 그리고, 릴라의 실수로 인해 젭 브래니건이랑 하룻밤을 지내게 된다. 탈출한 프라이, 릴라, 벤더는 행성에 뒤늦게 도착한다. 목록에 적힌 동물들을 1쌍씩 구해놨지만, 목록에 없던 생명체를 구했고, 그 생명체가 여태까지 구한 모든 생명체를 잡아먹는다. 릴라는 이 생명체에게 "니블러"라는 이름을 붙이고 자신의 애완동물로 삼는다. 하지만 행성에 너무 늦게 도착하는 바람에 행성이 폭발하기 시작하지만, 니블러가 만들어낸 암흑물질로 목숨을 건진다. 하지만 구하지 않은 동물들은 폭발 후에도 그 행성에서 잘 살고 있었다. 메인 : presented in BC(BRAIN CONTROL) where available |           |                                |                  |           |               |
| 5 | 5         | "Fear of a Bot Planet"         | 1999년 4월 20일  | 1ACV05    | S01E05        |
| 사람을 죽이고 싶어하는 로봇들이 모인 행성에 배달을 간 프라이와 릴라는 도중에 떨어진 벤더의 영상을 보고 벤더를 구하기 위해 행성에 잠입하지만, 프라이로 인해서 들킨다. 벤더는 그 행성에서 인간을 죽여야 한다는 연설로 스타가 되어 있었고, 잡힌 프라이와 릴라를 죽일 기회가 주어지지만 벤더는 그 로봇들과 싸우고 프라이랑 릴라와 함께 탈출한다. 메인 : Featuring GRATUITOUS ALIEN NUDITY |           |                                |                  |           |               |
| 6 | 6         | "A Fishful of Dollars"         | 1999년 4월 27일  | 1ACV06    | S01E06        |
| 프라이는 20세기에 만든 통장의 1000년간의 이자로 인해 엄청난 부자가 된다. 그는 20세기에 대한 향수로 인해 그 돈으로 20세기 분위기를 내고 있었다. 친구들의 존재마저 귀찮아하던 그는 그가 좋아하면서 이미 30세기에는 멸종해버린 멸치의 마지막 통조림이 경매에 오르자 프라이는 멸치를 이용해 돈을 벌려던 맘이라는 사업가를 경매에서 이겨서 통조림을 가져온다. 하지만 맘이라는 사업가의 책략으로 모든 돈을 잃어버린 프라이는 친구의 중요성을 알고 플래닛 익스프레스에서 멸치 피자를 나눠먹는다. 메인 : LOADING... |           |                                |                  |           |               |
| 7 | 7         | "My Three Suns"                | 1999년 5월 4일   | 1ACV07    | S01E07        |
| 프라이는 어느 메마른 행성에 배달을 간다. 그리고 그 행성에서 "왕"이라고 불리던 물병을 마셔버린다. 왕을 죽여버린 프라이는 그 행성의 왕이 된다. 그러나 릴라가 이 행성의 왕들은 모두 전의 왕을 암살하고 왕위에 올랐다는 것을 알려주지만, 프라이는 들은체 만체하자, 화난 릴라는 위험해져도 도우러 오지 않겠다고 하며 우주선으로 돌아간다. 그리고 왕의 취임식날, 햇빛을 받은 프라이의 배에서 왕의 얼굴이 나타나자, 신하들은 프라이를 죽이고 왕을 꺼내려고 한다. 프라이는 어떻게든 왕을 꺼내려고 하고 눈물을 이용하기로 결정한다. 결국은 벤더의 거짓말과 프라이의 통증으로 인해 눈물로 왕을 뽑아낸다. 메인 : PRESENTED IN DOUBLEVISION (WHERE DRUNK) |           |                                |                  |           |               |
| 8 | 8         | "A Big Piece of Garbage"       | 1999년 5월 11일  | 1ACV08    | S01E08        |
| 21세기에 우주로 쏘아올려보낸 쓰레기 더미가 다시 30세기의 뉴욕으로 떨어지고 있다. 하지만 20세기의 쓰레기 만들기 비법으로 인해 30세기의 뉴욕을 지켜낸다. 메인 : Mr. Bender's Wardrobe by ROBOTANY 500 |           |                                |                  |           |               |
| 9 | 9         | "Hell is Other Robots"         | 1999년 5월 18일  | 1ACV09    | S01E09        |
| 전기에 중독된 벤더는 갱생을 위해 로봇교를 믿는다. 하지만 벤더는 로봇교의 금지사항을 실천해서 로봇 지옥으로 떨어진다. 메인 : 없음 |           |                                |                  |           |               |
| 10 | 10        | "A Flight to Remember"         | 1999년 9월 26일  | 1ACV010   | S02E01        |
| 젭 브래니건을 피하기 위해 릴라는 프라이랑 위장 연애를 한다. 비슷한 이유로 에이미도 프라이랑 위장연애를 한다. 벤더는 귀족로봇과 금품을 목적으로 한 연애를 하지만 진짜로 사랑에 빠진다. 하지만 블랙홀로 우주선을 몰아버린 젭 브래니건으로 인해 사람들은 비상탈출 우주선으로 도망을 간다. 하지만 벤더의 애인인 귀족부인은 끝내 탈출하지 못하고 목걸이만 남긴 채 블랙홀로 빨려들어간다. <타이타닉 패러디> 메인 : Filmed on Location |           |                                |                  |           |               |
| 11 | 11        | "Mars University"              | 1999년 10월 3일  | 1ACV011   | S02E02        |
| 프라이는 화성 대학에 입학한다. 거기서 쿤터라는 천재 원숭이를 만난다. 그리고 릴라는 그 원숭이가 행복하지 않다는 것을 알아채고 정글로 놓아준다. 한편, 벤더는 로봇 동아리의 부흥을 꾀하는 것을 성공시키지만 로봇동아리의 물품을 싹다 훔쳐온다. 메인 : Transmitido en Martian en SAP |           |                                |                  |           |               |
| 12 | 12        | "When Alians Attack"           | 1999년 11월 7일  | 1ACV012   | S02E03        |
| 1999년, 프라이의 실수로 어느 드라마의 마지막 회가 방송오류로 인해 방송되지 않았다. 그리고 그 전파를 1000년뒤에 받은 외계인들은 그 드라마의 뒷내용을 요구한다. 프라이는 플래닛 익스프레스의 사원들과 함께 뒷 내용을 어설프게 꾸며낸다. 메인 : PROUDLY MADE ON EARTH |           |                                |                  |           |               |
| 13 | 13        | "Fry and the Slurm Factory"    | 1999년 11월 14일 | 1ACV013   | S02E04        |
| 프라이는 음료수 내의 내용물 당첨으로 인해 슬럼이라는 음료수의 공장에 간다. 거기서 슬럼의 제조의 비밀을 안 프라이와 릴라, 벤더는 탈출을 시도하지만, 슬럼에 중독된 프라이는 그 둘이 위기에 처했지만 구하지 않는다. 하지만 다급한 절규를 듣고 구해낸다. <찰리와 초콜릿 공장 패러디> 메인 : LIVE FROM OMICRON PERSEI 8 |           |                                |                  |           |               |

### 시즌 2 (1999–2000)
| 전체 번호 | 시즌 번호 | 제목                                       | 본 방송 날짜     | 제작 번호 | 텔레비전 순서 |
| --- | --------- | ------------------------------------------ | ---------------- | --------- | ------------- |
| 14 | 14        | "I Second That Emotion"                    | 1999년 11월 21일 | 2ACV01    | S02E05        |
| 니블러에 의해 주변 사람들과 심지어는 친구인 프라이에게조차도 외면받자 니블러를 변기에 넣어 물을 내린다. 릴라는 그 사실을 알고 판스워드 교수에게 부탁해서 벤더에게 자신의 감정을 교류받게 한다. 결국 릴라의 고문에 못이긴 벤더는 직접 하수구로 찾으러 내려간다. 메인 : MADE FROM MEAT BY-PRODUCTS |           |                                            |                  |           |               |
| 15 | 15        | "Brannigan, Begin Again"                   | 1999년 11월 28일 | 2ACV02    | S02E06        |
| 중립 평화 협정을 엉망으로 만든 브래니건은 사람들에게 질책을 들으며 키프와 함께 내쫒긴다. 브레니건은 플래닛 익스프레스에 직장을 구하고 프라이와 벤더의 신임을 얻어 릴라를 선장에서 내몰아낸다. 하지만 브레니건의 목적은 프라이와 벤더가 타고 있는 그 우주선을 사용해 테러를 일으켜 중립 행성을 파괴하는 것이었다. 메인 : NOT Y3K COMPLAINT |           |                                            |                  |           |               |
| 16 | 16        | "A Head in the Polls"                      | 1999년 12월 12일 | 2ACV03    | S02E07        |
| 티타늄의 가격이 오르자 벤더는 티타늄으로 된 자신의 몸을 팔아치우고 후회한다. 벤더의 몸이 닉슨의 대통령 선거 득표 얻기에 이용되고 있는 것을 알게 된 프라이와 릴라는 벤더의 몸을 찾으러 간다. 그들은 닉슨에게서 몸을 되찾아 오는 것을 성공하지만, 투표에 참여하지 않는 바람에 1표차이로 닉슨이 지구대통령에 당선된다. 메인 : FROM THE MAKERS OF FUTURAMA |           |                                            |                  |           |               |
| 17 | 17        | "Xmas Story"                               | 1999년 12월 19일 | 2ACV04    | S02E08        |
| 프라이는 릴라에게 줄 완벽한 크리스마스 선물을 찾던 도중에 살의에 가득 찬 산타 로봇을 만나고 살해당할 위기에 처한다. 메인 : BASED ON A TRUE STORY |           |                                            |                  |           |               |
| 18 | 18        | "Why Must I Be a Crustacean in Love?"      | 2000년 2월 6일   | 2ACV05    | S02E09        |
| 조이드버그 박사는 혈기왕성기에 접어들어 자신의 행성에 가서 자손을 퍼트리려고 한다. 하지만 아무도 그에게 접근하지 않았고 우연히 만난 조이드버그를 별로 좋아하지 않는 조이드버그의 동창에게 조이드버그는 갈망한다. 프라이는 인간들의 "사랑"이라는 것을 내세워서 조이드버그 박사가 여자를 꼬실 수 있게 도와준다. 조이드버그는 거의 성공할 뻔했으나 릴라의 실수로 인해 프라이가 조이드버그를 뒤에서 지휘하고 있었다는 사실을 알게 된 조이드버그의 동창은 프라이에게 교미를 하려고 하고 프라이는 교미를 당할 뻔하다가 조이드버그의 목격으로 인해 풀려난다. 하지만 자신을 속인 것이라고 착각한 조이드버그는 분노에 차서 죽음의 전투를 신청한다. 메인 : From the network that brought you "The Simpsons" |           |                                            |                  |           |               |
| 19 | 20        | "The Lesser of Two Evils"                  | 2000년 2월 20일  | 2ACV06    | S02E11        |
| 프라이는 벤더와 비슷하게 생긴 벤더의 친구인 플렉소라는 로봇을 만난다. 벤더보다 장난이 심한 이 로봇에게 프라이는 짜증을 느끼고 플렉소를 불신한다. 플렉소와 플래닛 익스프레스의 요원으로 함께 배달을 가던 릴라, 프라이, 벤더 일행은 프라이가 자는 사이에 배달품이 사라진 것을 눈치챈다. 모두 플렉소를 의심하지만, 그 물건은 벤더의 손버릇으로 인해 훔쳐진 것이었다. 한편, 플렉소는 벤더로 오인받아 물건을 훔친 죄목으로 감옥에 간다. 메인 : Not Based On the Novel by James Fenimore Cooper |           |                                            |                  |           |               |
| 20 | 19        | "Put Your Head on My Shoulder"             | 2000년 2월 20일  | 2ACV07    | S02E10        |
| 프라이는 연료 부족으로 갇혀버린 에이미의 차 안에서 에이미와 연인관계를 가지게 된다. 그리고 에이미가 싫증나던 차에 조이드버그랑 에이미랑 함께 여행을 간 프라이는 사고를 당해 목이 절단된다. 하지만 조이드머그의 의술로 에이미의 목에 프라이의 목이 붙는다. 그 후, 에이미에게 자신의 진심을 전한 프라이의 말을 듣고 프라이도, 에이미도 벤더의 발렌타인 현금서비스를 통해 데이트 상대를 구한다. 릴라도 벤더로 인해 데이트를 가게 된다. 하지만 벤더의 대충대충의 파트너 찾기로 인해 데이트는 에이미를 제외하고는 모두 금방 끝난다. 릴라는 이런 프라이의 자존심 회복을 위해 더블데이트에 참석한다. 메인 : THE SHOW THAT WATCHES BACK                                                                   |           |                                            |                  |           |               |
| 21 | 21        | "Raging Bender"                            | 2000년 2월 27일  | 2ACV08    | S02E12        |
| 벤더는 실수로 마스크기계로봇을 이겨버리는 바람에 로봇격투리그에 입성한다. 벤더는 인기를 얻어 조작된 경기로 늘 우승한다. 하지만 벤더의 인기가 점차 수그러들자 로봇 격투리그측에서는 벤더를 제거할 음모를 세우고 그 음모를 알아챈 프라이와 릴라는 벤더를 도우러 간다. 그러던 와중에 릴라는 로봇의 정체가 자신의 무술 실력을 여자라는 이유로 무시했던 무술 사부인 프낙의 조종이라는 것을 알게 되고 그랑 싸우게 된다. 메인 : Nominated For Three Glemmys |           |                                            |                  |           |               |
| 22 | 22        | "A Bicyclops Built for Two"                | 2000년 3월 19일  | 2ACV09    | S02E13        |
| 30세기의 인터넷에서 만난 외눈박이인 알카쟈를 보고 릴라는 매우 놀란다. 릴라는 그 외눈박이 행성을 찾아가고 또 다른 알카쟈랑 결혼한다. 하지만 금단의 구역의 존재에 대해 의문을 품던 프라이는 금단의 구역에 갔다가 엄청난 것을 보게 된다. 메인 : This Episode Has Been Modified To Fit Your Primitive Screen |           |                                            |                  |           |               |
| 23 | 24        | "A Clone of My Own"                        | 2000년 4월 9일   | 2ACV10    | S02E15        |
| 자신이 160세가 다가오는 것을 느낀 판스워드는 자신의 복제를 만든다. 그리고 160세 이상들이 가는 노인행성에 끌려가지만, 박사가 예전에 개발한 냄새스코프를 통해 박사의 위치를 알아낸 프라이 일행이 판스워드를 구하러 간다. 메인 : As Foretold by Nostradamus |           |                                            |                  |           |               |
| 24 | 23        | "How Hermes Requisitioned His Groove Back" | 2000년 4월 2일   | 2ACV11    | S02E14        |
| 허미스는 벤더로 인해 관료직 계급이 떨어진다. 조이드버그의 추천으로 휴가를 떠나고 중앙업무청에서 온 사람이 관료를 맡는다. 하지만 그녀는 플래닛 익스프레스에서 사람들을 흠잡기 시작한다. 하지만 프라이의 불결함에 반한 그녀는 프라이와 관계를 가지게 되지만, 그와 관계를 가진 것을 눈치챈 벤더를 보고 그녀는 벤더의 기억을 중앙업무청의 자료보관함으로 보낸다. 프라이는 그런 행동을 참지 못해서 자신이 그녀와 관계를 가졌었다는 것을 밝히고 벤더의 메모리를 찾으러 간다. 하지만 너무 많은 자료로 인해 찾기 힘든 상황에서 휴가를 떠난 곳으로부터 허미스가 와서 메모리를 찾아낸다. 그리고 그는 떨어진 계급에서 약간 원위치에 다가선다. 메인 : COMING SOON TO AN ILLEGAL DVD                           |           |                                            |                  |           |               |
| 25 | 25        | "The Deep South"                           | 2000년 4월 16일  | 2ACV12    | S02E16        |
| 바다로 낚시를 간 플래닛 익스프레스 사원들은 벤더의 월척으로 인해 잠수함이 침몰한다. 하지만 인어를 본 프라이는 그 인어를 찾게 되고 그 인어가 자신을 좋아하는 것을 알게 되고 프라이는 해저 도시에서 살기로 한다. 플래닛 익스프레스 사원들은 그런 프라이를 말릴 수가 없어서 그를 바다에 버려두고 가기로 하지만, 잠자리 문제로 프라이는 인어로부터 도망친다. 메인 : A Stern Warning of Things to Come |           |                                            |                  |           |               |
| 26 | 26        | "Bender Gets Made"                         | 2000년 4월 30일  | 2ACV13    | S02E17        |
| 무전취식으로 엘자의 레스토랑에서 일하게 된 벤더는 돈을 벌기 위해 로봇 갱에 가입한다. 그리고 여러 일을 하던 도중 플래닛 익스프레스의 우주선을 털 것이라는 것을 알게 된다. 그들은 플래닛 익스프레스의 우주선을 거의 점령하고 프라이와 릴라를 죽이려 하지만 벤더의 기지로 살아난다. 그 후, 벤더는 갱에서 탈퇴한다. 메인 : SIMULCAST ON CRAZY PEOPLE'S FILLINGS |           |                                            |                  |           |               |
| 27 | 28        | "Mother's Day"                             | 2000년 5월 14일  | 2ACV14    | S02E19        |
| 판스워드와의 과거가 있는 맘이라는 로봇 공장 사업가는 엄마의 날을 맞아 로봇의 안테나를 사용해 로봇들에게 강제로 행동을 시켜 그 로봇들의 광기로 세상을 지배하려 한다. 하지만 판스워드와의 옛 추억을 판스워드가 되살리자 로봇들의 광기를 멈춘다. 메인 : LARVA-TESTED PUPA-APPROVED |           |                                            |                  |           |               |
| 28 | 27        | "The Problem with Popplers"                | 2000년 5월 7일   | 2ACV15    | S02E18        |
| 릴라는 어떤 행성에서 팝플러라는 물체를 본 릴라는 그것을 먹고나서는 맛있다면서 먹는다. 그리고 프라이로 인해 팝플러가 지구에서 큰 인기를 떨치게 되지만, 팝플러는 오미클론인의 아기였었다. 그래서 오미클론인은 먹힌 아기들의 양에 상당하는 사람들을 잡아먹기로 했으나 잽 브레니건과의 협상을 통해 아기를 가장 처음에 잡아먹은 릴라 단 한사람을 잡아먹는 것으로 협상을 종결시키려 한다. 메인 : FOR EXTERNAL USE ONLY |           |                                            |                  |           |               |
| 29 | 29        | "Anthology of Interest I"                  | 2000년 5월 21일  | 2ACV16    | S02E20        |
| 만약에 기계로 벤더가 500피트의 로봇일 때, 릴라가 충동적일때, 프라이가 미래로 오지 않았을 때의 상황을 본다. 메인 : PAINSTALKINGLY DRAWN BEFORE A LIVE AUDIENCE |           |                                            |                  |           |               |
| 30 | 31        | "War Is the H-Word"                        | 2000년 11월 26일 | 2ACV17    | S03E02        |
| 프라이와 벤더는 군인 할인을 받기 위해 군에 지원했다가 전쟁에 나가게 된다. 적의 공격을 받고 프라이는 혼자 살기 위해 숨었고 벤더는 폭탄을 제거하면서 희생한다. 하지만 닉슨과 브레니건은 그런 벤더를 고쳐주면서 벤더에게 행성을 날릴 수 있는 양의 폭탄을 설치하고 도망간다. 프라이는 남자로 변장해 군에 몰래 들어온 릴라의 도움을 받아 벤더를 구출한다. 벤더는 프라이로 인해 자신에게 폭탄이 장착된 것을 알고 행성의 외계인들을 협박해 행성을 강탈한다. 메인 : TOUCH EYEBALLS TO SCREEN FOR CHEAP LASER SURGERY |           |                                            |                  |           |               |
| 31 | 30        | "The Honking"                              | 2000년 11월 5일  | 2ACV18    | S03E01        |
| 저주로 인해 벤더는 괴물차로 변해 사람들을 친다. 벤더를 구할 수 있는 건 끔찍한 프로젝트 사탄에서 괴물차로 변하는 맨 처음 차를 부수는 것이다. 한편, 벤더는 자신의 가장 친한 친구를 죽이려 들 것이라는 예언을 받고난 뒤 릴라를 공격한다. 이에 대해서 프라이는 실망감과 질투를 느끼지만, 막상 프로젝트 사탄을 상대할 때에는 벤더가 자신을 공격하는 바람에 사망위기에 간다. 메인 : SMELL-O-VISION USERS INSERT NOSTRIL TUBES NOW |           |                                            |                  |           |               |
| 32 | 32        | "The Cryonic Woman"                        | 2000년 12월 3일  | 2ACV19    | S03E03        |
| 프라이와 벤더는 너무 심한 장난으로 인해 플래닛 익스프레스에서 해고당한다. 릴라 또한 그 둘이 장난칠 수 있는 이유를 만들었기 때문에 해고당한다. 다시 다른 직장을 찾던 중에 서로의 직업칩이 바뀐 릴라와 프라이는 서로 다른 직장을 한다. 릴라는 피자배달부, 프라이는 냉동창고에서 일하게 된다. 한편, 냉동된 사람을 아무나 깨워서 놀던 프라이는 자신을 예전에 차 버린 옛 여자친구인 미셸을 냉동창고에서 보게 된다. 그녀는 30세기에 잘 적응하지 못하고 프라이를 꾀어 40세기로 데려간다. 하지만 40세기는 매우 황폐한 불모지에 무법자 천지였는데.. 메인 : Not a Substitute for Human Interaction |           |                                            |                  |           |               |

### 시즌 3 (2001–02)
| 전체 번호 | 시즌 번호 | 제목                             | 본 방송 날짜     | 제작 번호 | 텔레비전 순서 |
| --- | --------- | -------------------------------- | ---------------- | --------- | ------------- |
| 33 | 34        | "Amazon Women in the Mood"       | 2001년 2월 4일   | 3ACV01    | S03E05        |
| 잽과 키프는 릴라와 에이미랑 함께 더블 데이트를 한다. 하지만, 더블 데이트 도중 사고로 아마존 행성에 추락하고 프라이는 릴라가 위험에 빠졌다고 생각하여 구하러 갔다가 오히려 붙잡힌다. 릴라와 에이미는 여자라서 해방되고, 잽과 프라이, 키프는 "죽을때까지 스누스누"형에 처해진다. 메인 : Secreted by the Comedy Bee |           |                                  |                  |           |               |
| 34 | 33        | "Parasites Lost"                 | 2001년 1월 21일  | 3ACV02    | S03E04        |
| 프라이는 남자화장실에서 뽑은 샌드위치를 먹고 기생충에 감염된다. 하지만 이 기생충들은 프라이를 더욱 멋지고 영리한 사람으로 변화시키고 있었고 릴라는 변화된 프라이한테 빠지는 바람에 프라이의 기생충 제거를 하려던 판스워드 박사 일행을 제거한다. 하지만 프라이는 바뀐 자신과 원래의 자신 중 릴라가 사랑한 것은 누구였는지를 알고 싶어하는 바람에 기생충을 제거하러 자신이 직접 몸에 들어간다. |           |                                  |                  |           |               |
| 35 | 46        | "A Tale of Two Santas"           | 2001년 12월 23일 | 3ACV03    | S04E02        |
| 원래의 크리스마스의 취지를 살리기 위해 프라이는 산타를 얼음 속에 가둔다. 그리고 대타로 벤더를 내보내지만 산타에게 공포심밖에 없던 주민들은 벤더를 공격한다. 그것을 보다 못한 릴라와 프라이는 산타를 다시 해방시켜주고, 벤더는 산타의 조수가 된다. |           |                                  |                  |           |               |
| 36 | 39        | "The Luck of the Fryrish"        | 2001년 3월 11일  | 3ACV04    | S03E10        |
| 프라이는 자신에게 현재 운이 없음을 자각하고 옛날에 자신을 운좋은 사람으로 만들어줬던 비밀 장소에 감춰둔 일곱잎 클로버를 찾으러 간다. 하지만 감춰둔 곳에는 클로버가 없었고 옛 뉴욕에는 필립 J. 프라이라는 이름의 프라이 형의 동상이 세워져 있었다. 자신의 꿈과 행운을 앗아간 형을 저주하던 프라이는 직접 그의 묘를 도굴하려고 한다. 하지만 그는 묘를 도굴하던 도중 엄청난 진실을 알게 된다. 메인 : BROADCAST SIMULTANEOUSLY ONE YEAR IN THE FUTURE |           |                                  |                  |           |               |
| 37 | 38        | "The Birdbot of Ice-Catraz"      | 2001년 3월 4일   | 3ACV05    | S03E09        |
| 펭귄에게 위협이 되는 유조임무를 맡은 릴라는 펭귄을 위해 임무를 거절한다. 그래서 프라이와 벤더가 임무를 수행하고 릴라는 그들을 막으려 하지만 실패한다. 그러던 도중에 불의의 사고로 벤더가 펭귄모드가 되고 만다. 메인 : Now With Chucklelin |           |                                  |                  |           |               |
| 38 | 35        | "Bendless Love"                  | 2001년 2월 11일  | 3ACV06    | S03E06        |
| 벤더는 자신의 삶을 위해 플래닛 익스프레스를 떠나 파업이 진행 중인 구부리기 공장에 간다. 거기서 앵글린이라는 여자 로봇에게 사랑에 빠지지만 플렉소하고 친한 앵글린을 보고 앵글린을 시험한다. 앵글린에게 벤더가 기대했던 반응이 나타나자 벤더를 플렉소를 죽이려고 플렉소 위에 절대 구부려지지 않는 철근을 떨어뜨린다. 메인 : TORN FROM TOMORROW'S HEADLINES |           |                                  |                  |           |               |
| 39 | 36        | "The Day the Earth Stood Stupid" | 2001년 2월 18일  | 3ACV07    | S03E07        |
| 실제로 지능이 매우 높은 니블러가 릴라랑 함께 지구를 떠난 다음날, 지구가 뇌의 공격을 받아 모두가 멍청해졌다. 니블러들은 유일하게 뇌들의 영향을 받지 않는 인간인 프라이에게 뇌를 처리할 것을 도와달라고 한다. 릴라는 지구에 오지만 릴라의 뜻은 프라이에게 전달되지 않는다. 그러던 도중에 프라이는 사태를 알아채고 대왕 뇌를 제거할 방도를 궁리한다. 메인 : 80% ENTERTAINMENT BY VOLUME |           |                                  |                  |           |               |
| 40 | 37        | "That's Lobstertainment!"        | 2001년 2월 25일  | 3ACV08    | S03E08        |
| 조이드버그는 엄청난 개그맨이 되고 싶어했고 왕년에 유명한 개그맨이었던 헤롤드 조이드버그를 찾아간다. 하지만 그 또한 현재는 볼품없는 삶을 살고 있었다. 조이드버그는 부자인 척 하여 영화를 직기로 하고 벤더는 오스카상으로 칼큘론을 유인하여 자산을 받아낸다. 하지만 그들의 영화는 모든 관중들의 비웃음거리가 되었고 칼큘론은 오스카상을 받지 못하면 헤롤드와 조이드버그를 죽이겠다고 협박한다. 하지만 헤롤드도 사람들로부터의 망각을 두려워 해서 오스카상을 원하고 있었다.보다못한 벤더와 조이드버그는 오스카상을 조작한다. 메인 : DECIPHERED FROM CROP CIRCLES |           |                                  |                  |           |               |
| 41 | 40        | "The Cyber House Rules"          | 2001년 4월 1일   | 3ACV09    | S03E11        |
| 릴라는 금년의 고아로 선정되고 한때 자신을 놀리던 아이들 중에 자신이 좋아하던 남자가 자신에게 호감을 보이는 것을 알게 된다. 그 남사의 직업은 의사. 그의 수술로 릴라는 2개의 눈을 갖게 된다. 그리고 그 둘은 결혼을 결심하고 그 둘이 고아였기 때문에 고아를 입양해 키우기로 한다. 하지만 릴라는 자신의 어릴 적을 보여주는 돌연변이 아이를 키우고 싶어하고 그로 인해 갈등이 생긴 릴라는 그 남자를 차 버리고 언제나 자신을 사랑해줬던 프라이에게 간다. 메인 : PLEASE RISE FOR THE FUTURAMA THEME SONG                                                              |           |                                  |                  |           |               |
| 42 | 50        | "Where the Buggalo Roam"         | 2002년 3월 3일   | 3ACV10    | S04E06        |
| 화성에 간 에이미와 플래닛 익스프레스 직원들은 에이미의 집에서 쉬었다 가기로 한다. 그러던 도중에 회오리바람에 버갈로들이 모두 날아가고 그것들을 되찾아오기 위해 애이미의 애인인 키프와 릴라, 프라이의 모험이 시작된다. '메인 : KRAFTED WITH LUV BY MONSTERS' |           |                                  |                  |           |               |
| 43 | 41        | "Insane in the Mainframe"        | 2001년 4월 8일   | 3ACV11    | S03E12        |
| 은행에 간 프라이와 벤더는 우연히 벤더가 알고있던 로봇, Roberto의 강도행위를 돕게 되고, 그 과정에서 돈을 받는 장면이 포착되었지만, 정신병이 있다는 핑계로 재판에서 무죄를 선언받는다. 하지만 인간용 정신병원의 자리가 모자라 프라이는 벤더와 함께 로봇용 정신병원으로 보내지고, 그곳의 생활을 견디지 못하고 프라이는 자신이 로봇이라고 믿게된다. 메인 : Bender's Humor by Microsoft Joke™ |           |                                  |                  |           |               |
| 44 | 59        | "The Route of All Evil"          | 2002년 12월 8일  | 3ACV12    | S05E03        |
| 큐버트와 드와이트는 'awesome express'라는 신문배달회사를 차리게 된다.그래서 planet express 와 awesome express는 경쟁을 하던도중 큐버트가 판스워드가 가짜사망신고를 했다는 빌미로 플래닛 익스프레스의 건물과 우주선을 가져간다. |           |                                  |                  |           |               |
| 45 | 42        | "Bendin' in the Wind"            | 2001년 4월 22일  | 3ACV13    | S03E13        |
| 벤더와 프라이는 공사장서 옛날 자동차인 밴(van)을 발견한다.벤더는 고래기름 깡통을 따다가 전신마비가된다.그때, 같은병실에 있던 벡(beck)과 만나서 고장난 로봇들을 위해 콘서트를 한다. 메인 : FEDERAL LAW PROHIBITS CHANGING THE CHANNEL |           |                                  |                  |           |               |
| 46 | 43        | "Time Keeps on Slippin'"         | 2001년 5월 6일   | 3ACV14    | S03E14        |
| 플래닛 익스프레스직원들은 공원에서 휴식하던 중 '우주원정대'라는 농구선수들을 만나게 되어 농구경기신청을 받게 된다. 결국 판스워드는 크로노톤을 이용해 각종돌연변이를 만들어 농구경기를 하던 중 시간과 공간이 뒤바뀐다 메인 : FOR PROPER VIEWING, TAKE RED PILL NOW |           |                                  |                  |           |               |
| 47 | 44        | "I Dated a Robot"                | 2001년 5월 13일  | 3ACV15    | S03E15        |
| 프라이가 미래에서의 생활을 지루히 여기는 것을 알게 된 플래닛 익스프레스 직원들은 프라이의 소원을 들어준다. 그중 하나인 "연예인과 데이트 하는 것."을 하기 위해 인터넷에서 로봇에다가 연예인 "루시 루"를 다운받는다. 하지만 프라이는 그녀를 실제 인물로 착각한 듯 그녀와 열렬한 사랑을 나눈다. 한편 실제의 루시 루는 매우 고통받고 있었다. 메인 : NO HUMANS WERE PROBED IN THE MAKING OF THIS EPISODE |           |                                  |                  |           |               |
| 48 | 54        | "A Leela of Her Own"             | 2002년 4월 7일   | 3ACV16    | S04E10        |
| 49 | 51        | "A Pharaoh to Remember"          | 2002년 3월 10일  | 3ACV17    | S04E07        |
| 50 | 47        | "Anthology of Interest II"       | 2002년 1월 6일   | 3ACV18    | S04E03        |
| 51 | 45        | "Roswell That Ends Well"         | 2001년 12월 9일  | 3ACV19    | S04E01        |
| 52 | 52        | "Godfellas"                      | 2002년 3월 17일  | 3ACV20    | S04E08        |
| 53 | 53        | "Future Stock"                   | 2002년 3월 31일  | 3ACV21    | S04E09        |
| 54 | 55        | "The 30% Iron Chef"              | 2002년 4월 14일  | 3ACV22    | S04E11        |

## 특집
퓨처라마 영화의 DVD에 포함된 엑스트라 스토리들이다.
| #                                                    | 제목                           | 발매일           |
| ---------------------------------------------------- | ------------------------------ | ---------------- |
| 1                                                    | "Everybody Loves Hypnotoad"    | 2007년 11월 27일 |
| Bender's Big Score의 DVD에 포함되어있다.             |                                |                  |
| 2                                                    | "Futurama: The Lost Adventure" | 2008년 6월 24일  |
| The Beast with a Billion Backs의 DVD에 포함되어있다. |                                |                  |